# Kaiserstein (Gestein)

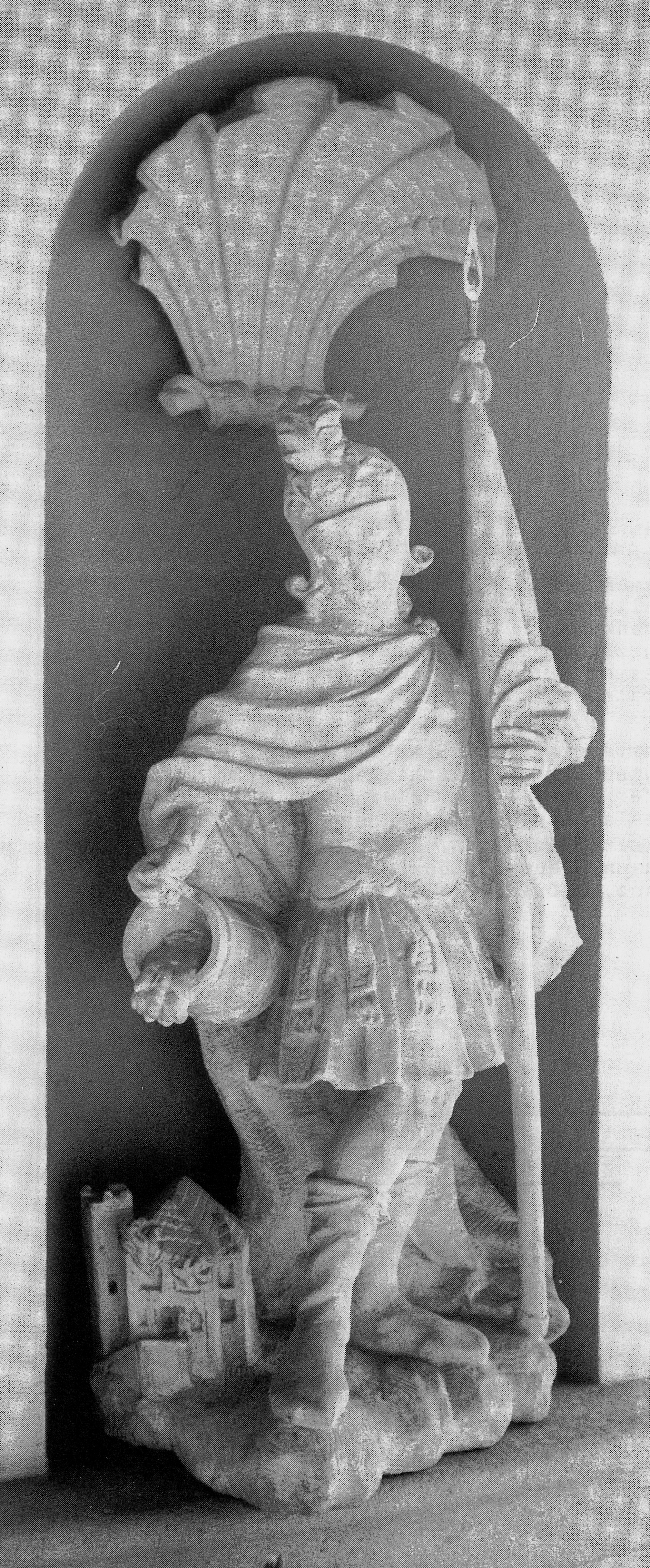
Florianstatue

Der Kaiserstein ist ein besonders dichter und widerstandsfähiger Leithakalk aus den Brüchen von Kaisersteinbruch. 
Diese Steinbrüche lagen bis 1921 auf ungarischem Boden, so ist vom „harten ungarischen Stein“ zu lesen, im Gegensatz zum „weichen ungarischen Stein“, wie der Margarethener Stein bezeichnet wurde. Das war aus Konkurrenzgründen mitunter abwertend gemeint, vor allem von Seiten des Eggenburger Steinmetzhandwerkes mit dem Zogelsdorfer Stein. Trotzdem heirateten mehrere Eggenburger Gesellen in die italienisch-schweizerischen Meisterfamilien im kaiserlichen Steinbruch ein und waren danach sehr erfolgreich (Johann Georg Haresleben, Reichardt Fux, Joseph Winkler, Johann Michael Strickner usw.).
Die Ausgrabung des römischen Gutshofs, Grabsteine, unter anderem im Schloss Königshof, bezeugen, dass bereits die Römer hier dieses Gestein gebrochen und bearbeitet haben. Steinmetzmeister Friedrich Opferkuh forschte nach dem „Römersteinbruch“ von Kaisersteinbruch und ortete ihn im Waldbruch.

## Technische Kennwerte

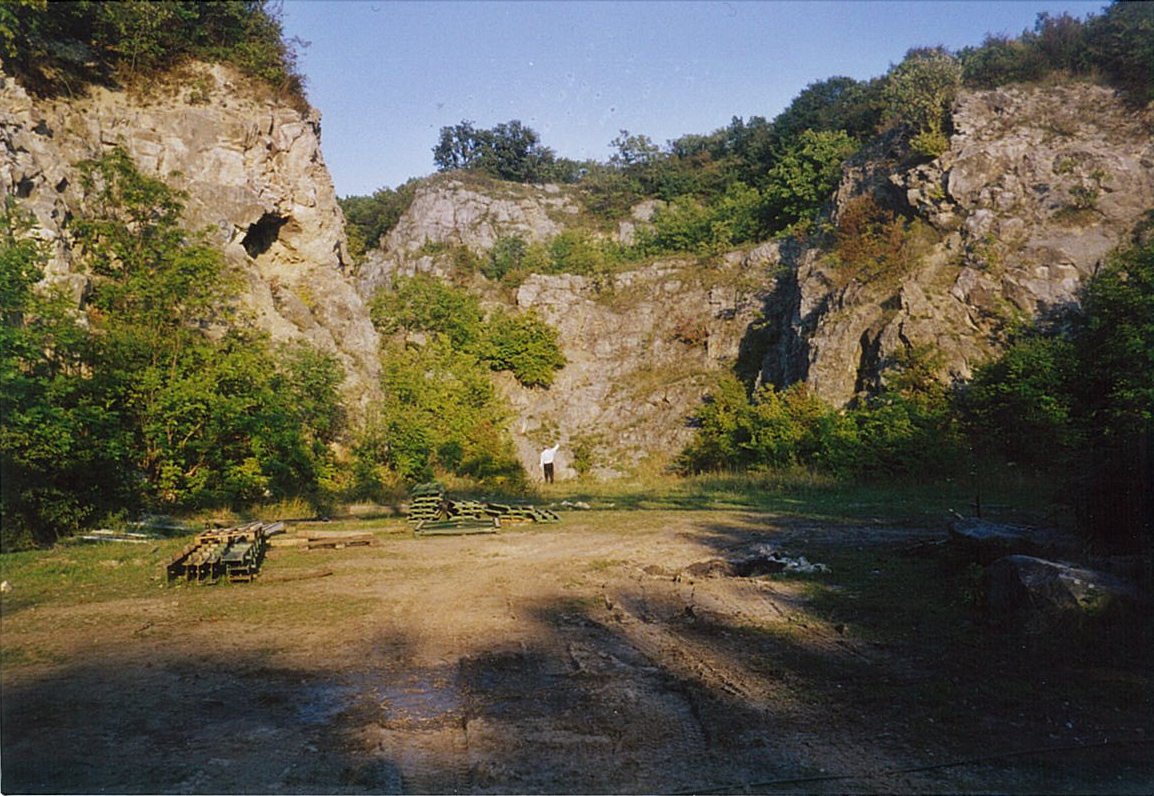
Eingang in die Kulturlandschaft Blauer Bruch

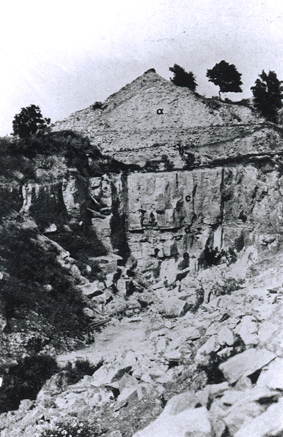
Hausbruch, Nordwand, mit härtestem Kaiserstein. Zur besseren Einschätzung der Dimensionen – in der Mitte stehen zwei Personen.

Es handelt sich um dichte, harte und feste, geschichtete, weiße bis bläuliche Kalkrotalgenkalke unterschiedlicher Korngröße (Grobsand bis Feinkies), die immer wieder kleine Gerölle von grauem Quarz und rostig verwittertem Glimmerschiefer, aber untergeordnet auch graue Dolomitkomponenten, aufweisen.
Fazies:
Beckenrandnaher, mariner Bewegtwasserbereich (Algen-Foraminiferen-Schuttkalk [Arenit – Rudit]; bereichsweise, z. B. im Blauen Bruch, ist die Felsküste mit basaler Brekzie aufgeschlossen).
| Kennwerte Haus-Bruch:[5]         |                              |
| Rohdichte                        | 2,39 g/cm³ (2,38–2,41 g/cm³) |
| Reindichte                       | 2,69–2,71 g/cm³              |
| Porenvolumen                     | 13–16 Vol.-%                 |
| Einaxiale Würfeldruckfestigkeit: |                              |
| trocken                          | 70 N/mm² (58–77 N/mm²)       |
| Wasseraufnahme                   | 3,5 M.% (3,3–3,7 M.%)        |
| Ultraschallgeschwindigkeit       | 5,0 km/s (4,7–5,2 km/s)      |

### Glaukonit
Ein sehr wichtiges Mineral, das nicht eingeschwemmt ist, sondern an Ort und Stelle gebildet wurde, ist der Glaukonit, der bisher aus diesen Kalken nicht bekannt war. Die meisten der Leithakalke haben heute eine elfenbeingelbe bis lichtbraune Färbung. In besonders tiefgreifenden Aufschlüssen zeigen sie aber ein lichtes Blaugrau. Solche „blaue“ Steine kamen seinerzeit besonders aus Kaisersteinbruch.
Der Kaisersteinbrucher Stein erhielt als Privileg die Bezeichnung Kaiserstein. Nach dem Schock der Türkenbelagerung 1529 wurde Material für Befestigungsbauten benötigt (Wien, Győr, Pressburg, Wiener Neustadt, …). Der hier, in der Nähe Wiens gefundene harte Kalkstein war dafür besonders geeignet. Der Werkstein zeigt gelblich bis ockerfarbene Partien – oft flecken- und flammenförmig in blaugrau gefärbtem Material eingeschlossen – und offenbarte seine Qualität bei der Renaissance- und Barockarchitektur. In seiner dichtesten Form war er Marmor gleichwertig.

## Die Steinbrüche von Kaisersteinbruch
Josef Wolf schreibt: Das große Gebiet der Steinbrüche wurde 1912 vom Stift Heiligenkreuz dem k.u.k. Militär-Ärar verkauft.
An nennenswerten Steinbrüchen waren in Betrieb: 1. Alt-Teuschl-Bruch, Pächter Josef Teuschl; 2. Kapellenbruch, Pächter Ferdinand Amelin; 3. Gesellschaftsbruch, Pächter Franz Abt; 4. Hausbruch-nördlicher Teil, Pächter Ferdinand Amelin; Hausbruch-südlicher Teil, Pächter Josef Amelin; 5. Kowel-Bruch, Pächter Ferdinand Amelin; 6. Blauer Schotterbruch, Pächter Ferdinand Amelin; 7. Theresienbruch, Pächter Franz Stimpfl; 8. Salzleck-Bruch, Pächter Franz Stimpfl; 9. Kobaldischer Bruch, Pächter Franz Stimpfl; 10. Waldbruch, Pächter Alexander Kruckenfellner; 11. Zeilerbruch, Pächter Eduard Kruckenfellner.
Die älteste Aufnahme dokumentiert die ehemalige Steinbruch-Siedlung, davon ist nur wenig erhalten, daneben zwei Fotos vom damals aktiven Hausbruch der Familie Amelin, alle anderen Fotos entstanden 1990 für das Steinmetzmuseum Kaisersteinbruch. Bei einer Steinbruchbegehung auf dem Truppenübungsplatz Bruckneudorf-Kaisersteinbruch, Leitung Steinmetzmeister Friedrich Opferkuh, zeigten sich einige der seit Jahrzehnten verwachsenen Steinbrüche.

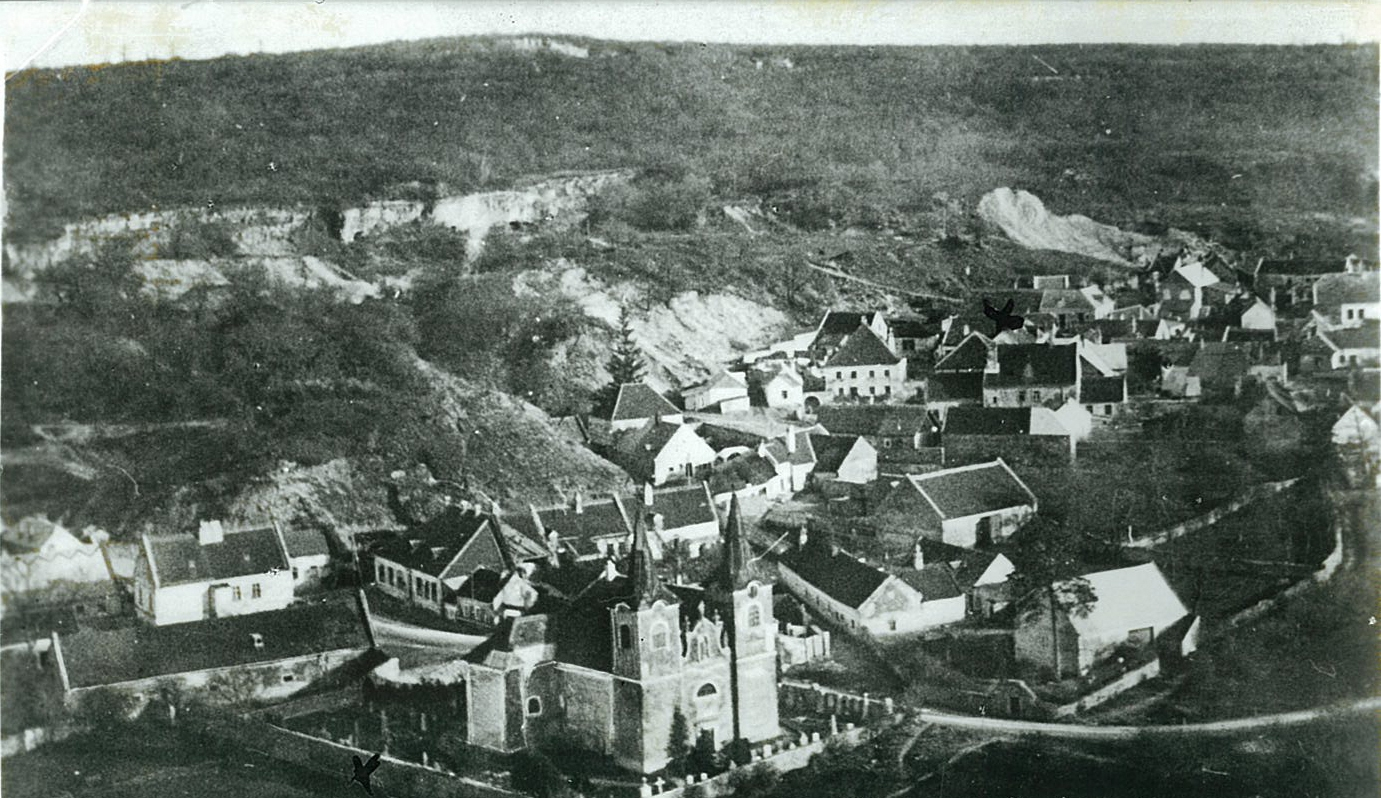
Kaisersteinbruch von Steinbrüchen umgeben
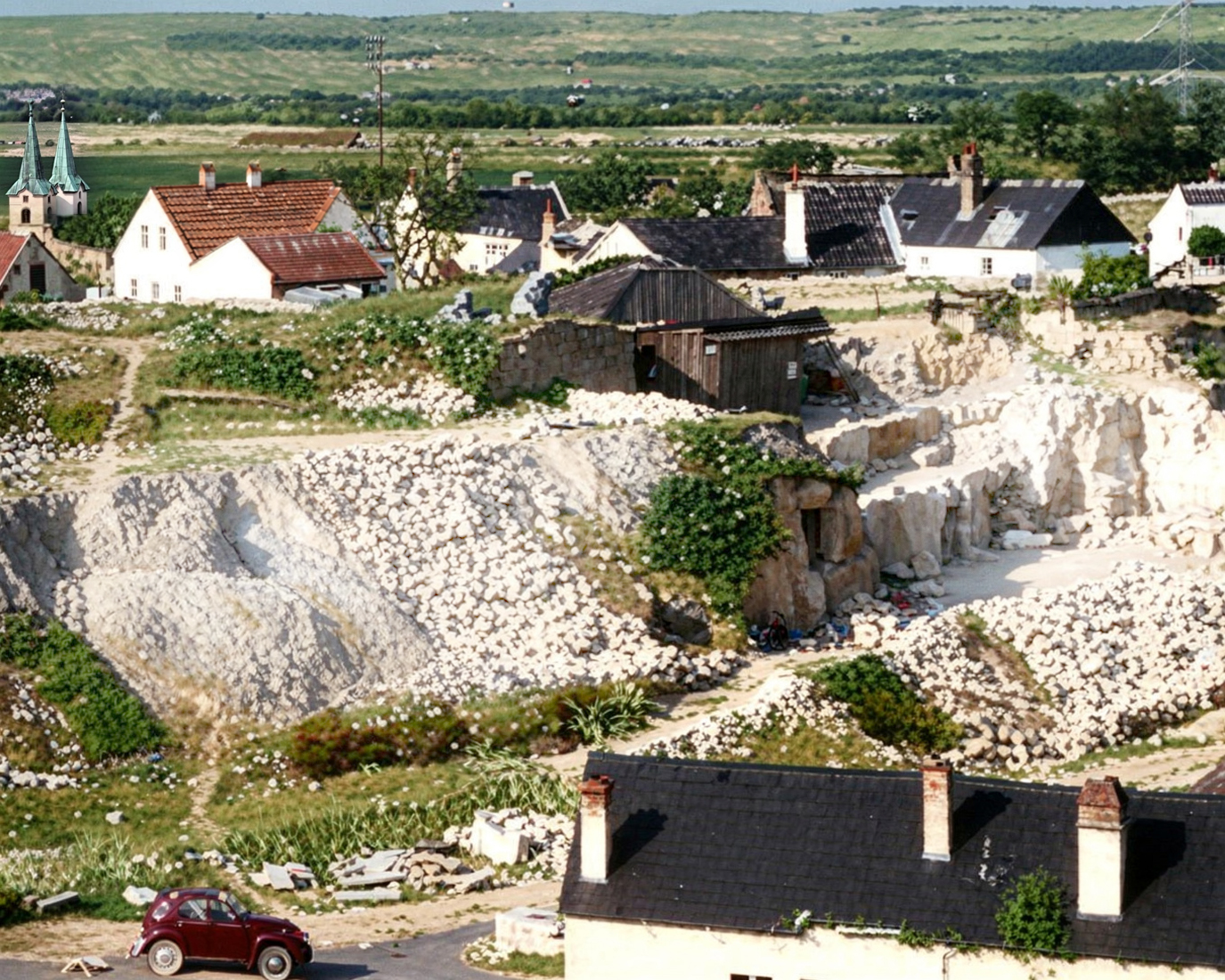
Kaisersteinbruch (Allgem. Automobil-Ztg. 1926)
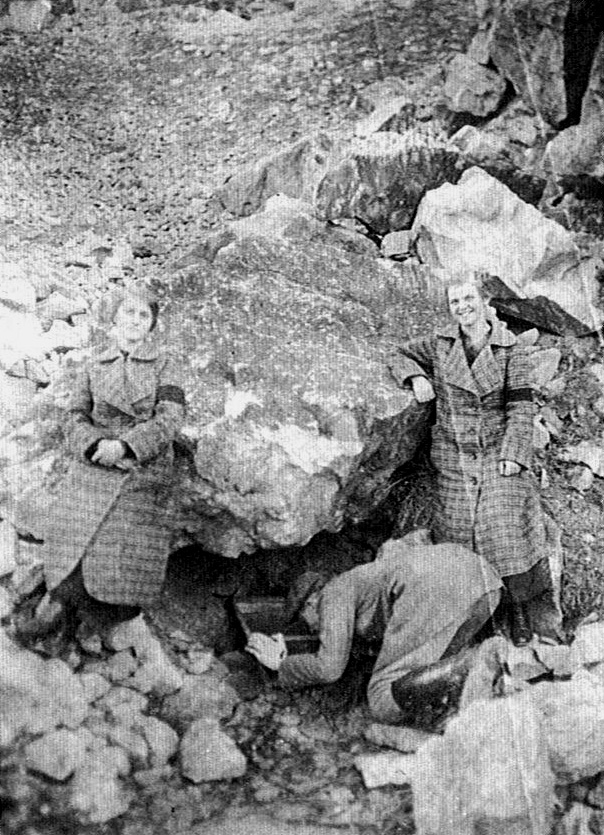
Hausbruch
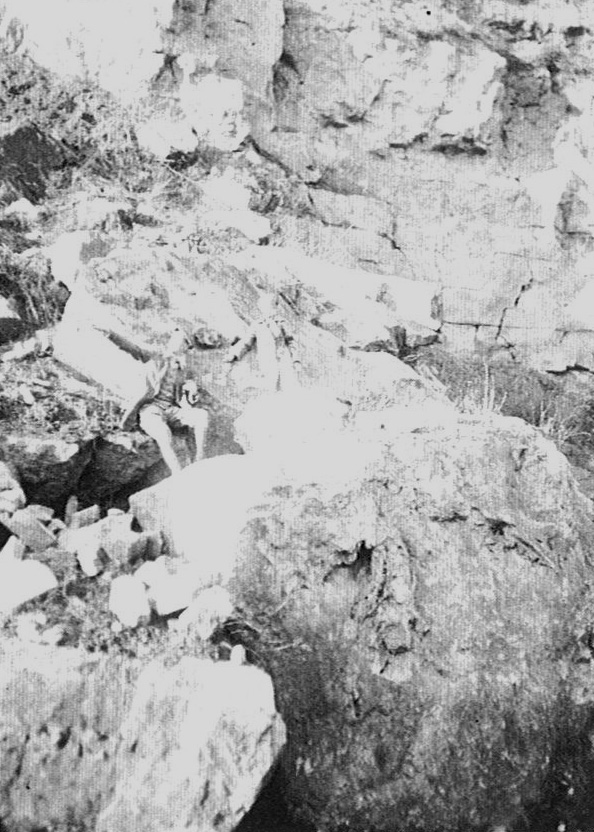
Hausbruch
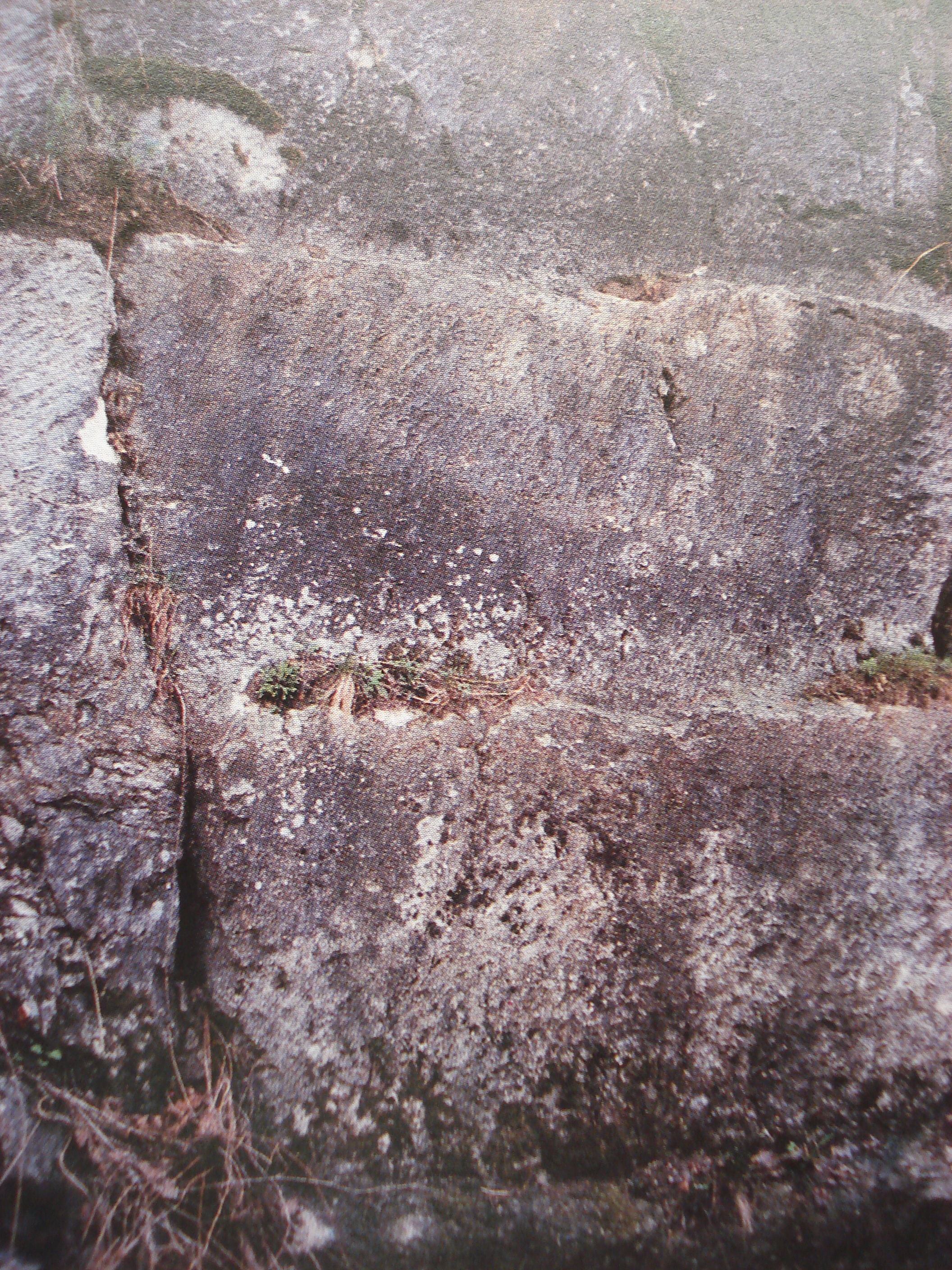
Kapellenbruch, Schrämmwände zeigen die Bearbeitung

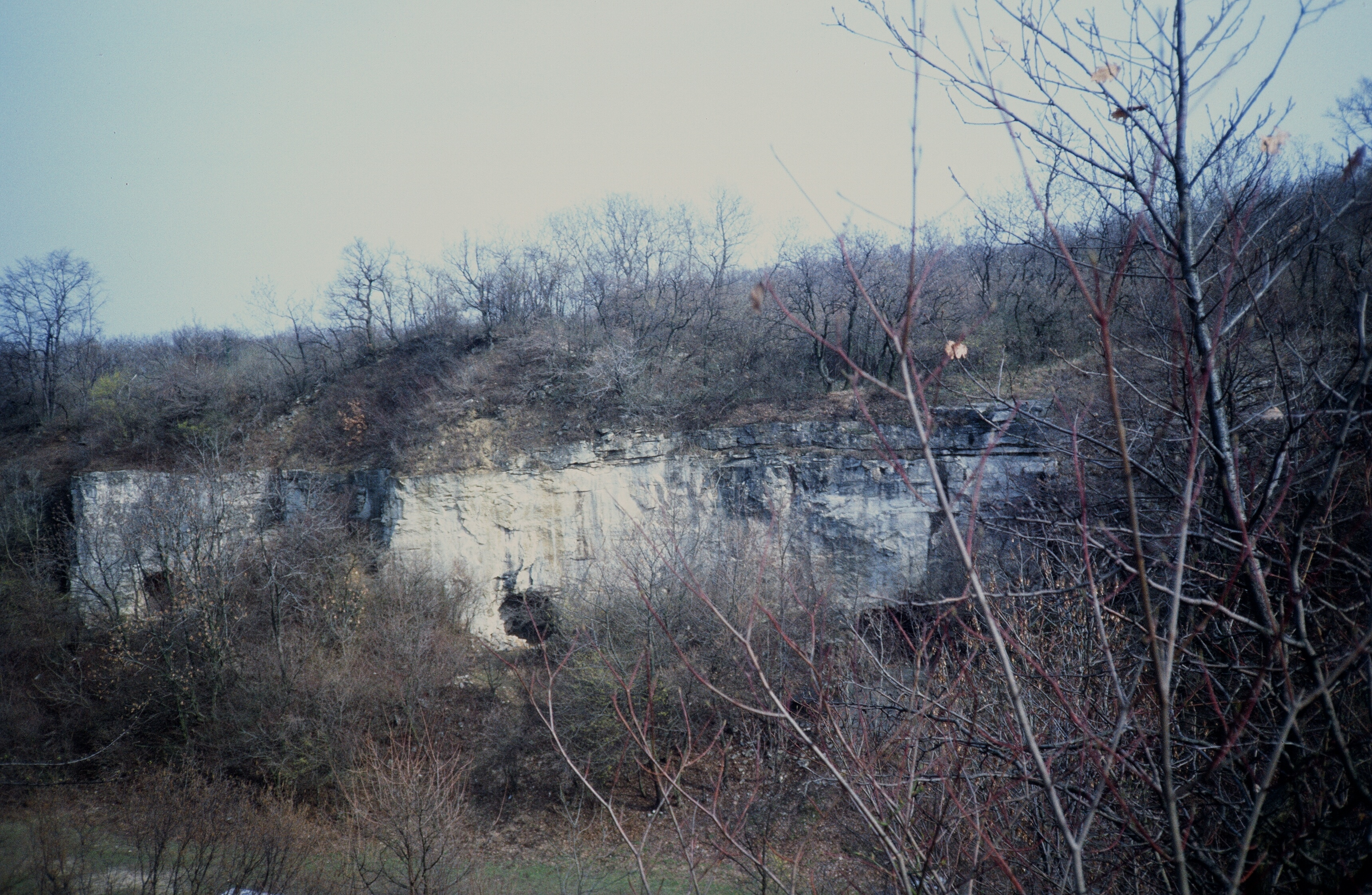
Kavernenbruch
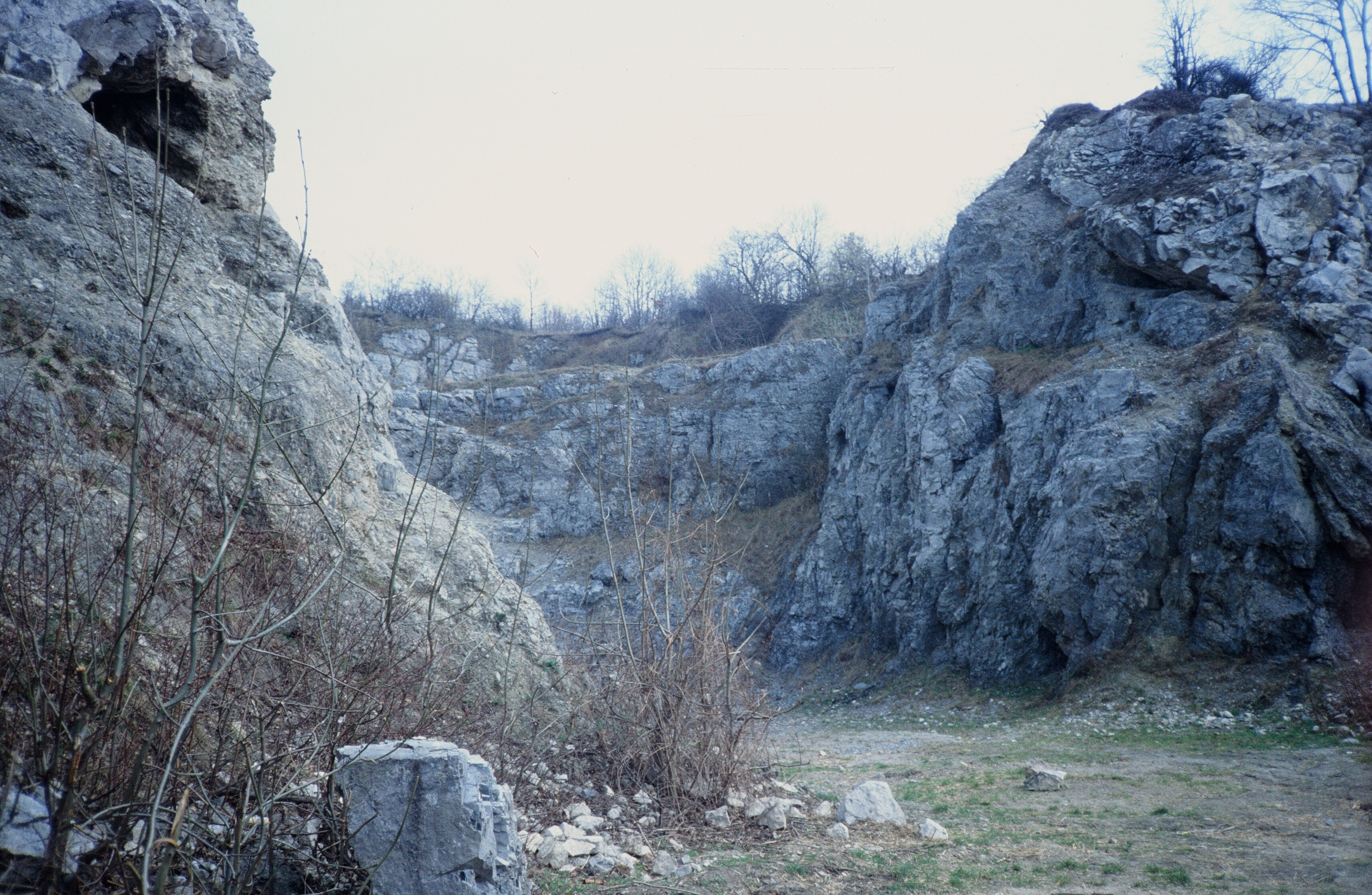
Blauer Bruch
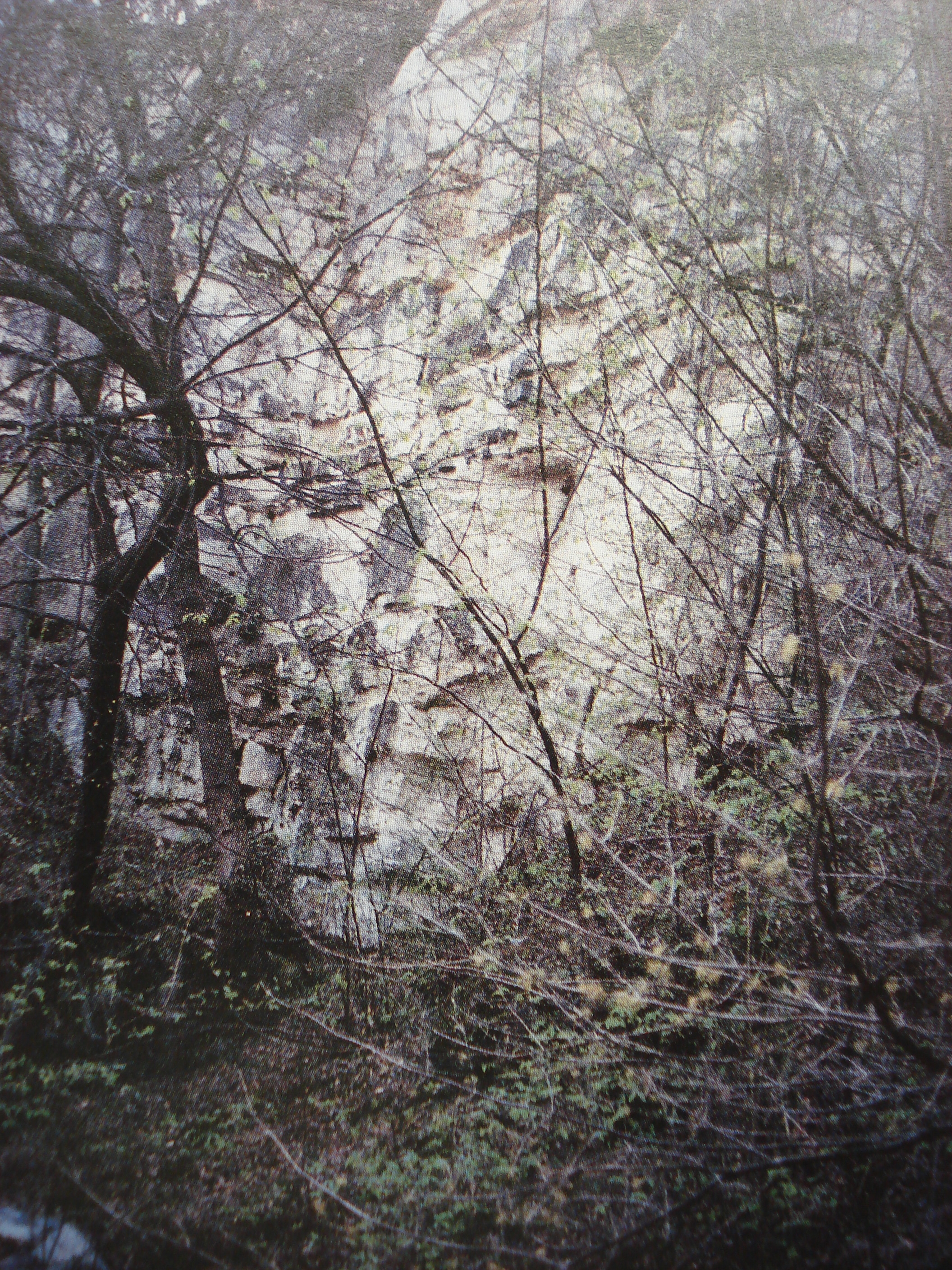
Amelinbruch
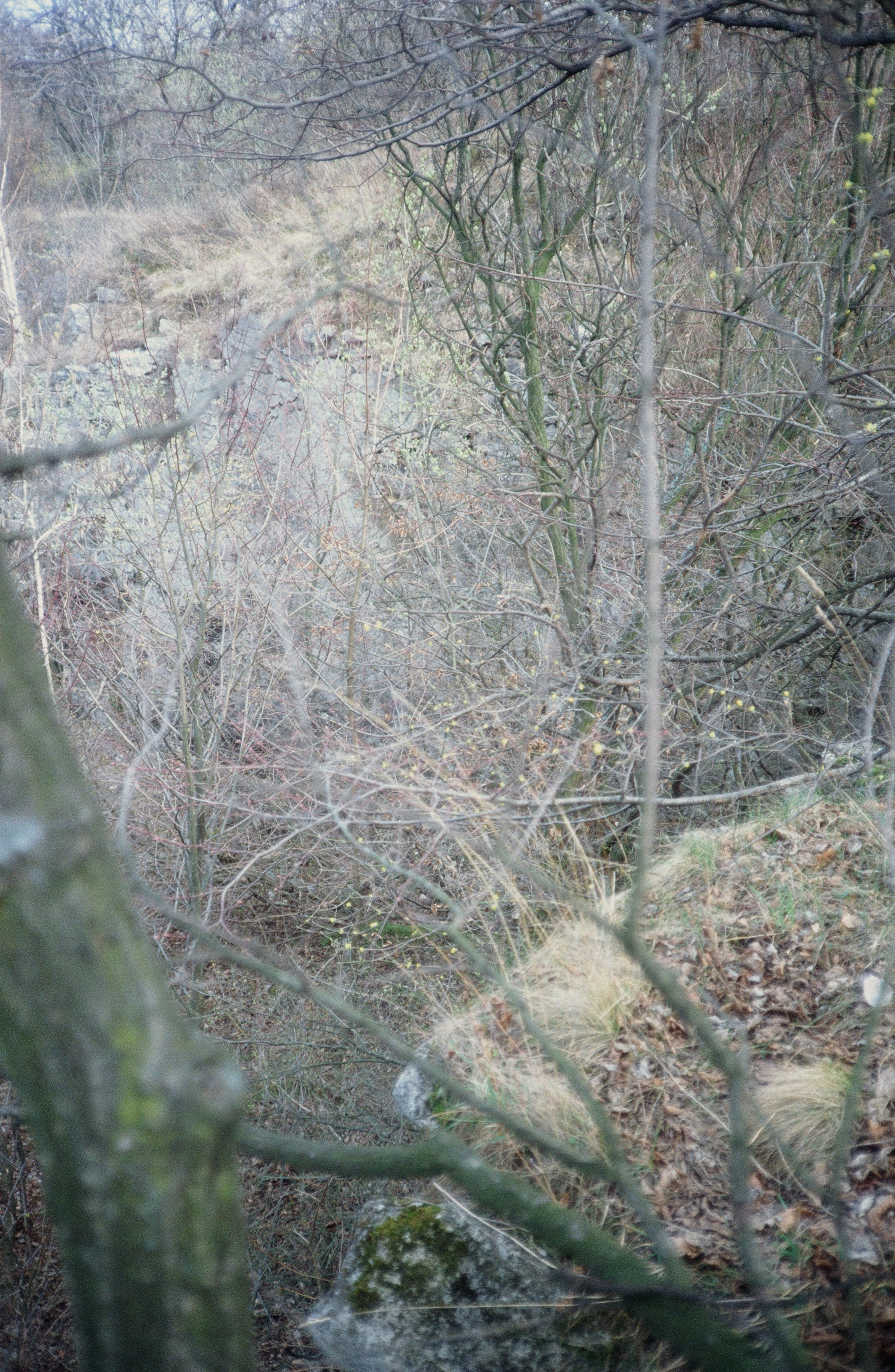
Teuschlbruch

### Bundesministerium für Heerwesen 10. Dezember 1921
Dazu eine Erläuterung: Die Steinbrüche, welche im Jahre 1914 noch einige Erwerbsmöglichkeit boten, sind durch die Heranziehung der Pächter und Arbeiter zum Militärdienst durch volle 7 Jahre nicht benützt worden und heute derart verhaldet und mit Abraummaterial verschüttet, dass an eine Wiederbenützung der Brüche – mit Ausnahme des blauen Schotterbruches – überhaupt nicht mehr gedacht werden kann.

## „Kaiserstein“ – Bezeichnung für sehr harten Stein
Jahrhundertelang war mit der Bezeichnung „Kaiserstein“ einzig der Kaisersteinbrucher Stein gemeint. In der Zeit des hohen Steinbedarfs für die Bauten der Ringstraße kam es in Kaisersteinbruch zu einem Arbeitskonflikt, Aufträge konnten nicht immer erfüllt werden. Das Wiener Steinmetzunternehmen Eduard Hauser hatte in Mannersdorf am Leithagebirge einen Steinbruch erworben und konnte mit dem ähnlichen Mannersdorfer Stein hier einspringen. Diesen Stein bot er als harten/mittelharten Kaiserstein an, diese Bezeichnung wurde dann allgemein üblich. Der sehr harte Wöllersdorfer Stein war ein starker Konkurrent des Kaisersteins.

### Kaisersteinbrucher Sonnenuhr-Pfeiler mit Kaisersteinreliefs
von Bildhauer Alexandru Ciutureanu, 1992

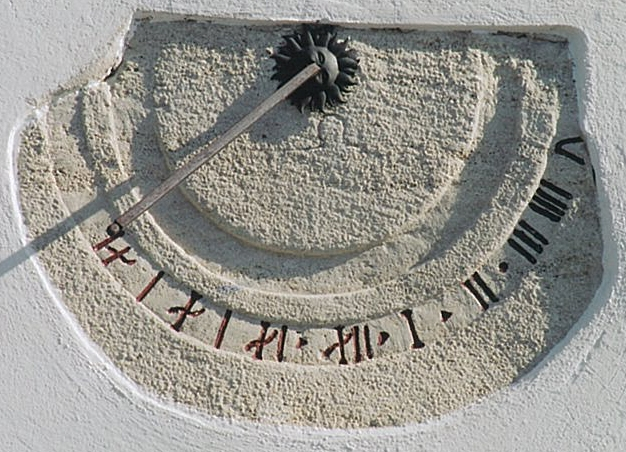
Sonnenuhrstein 1590
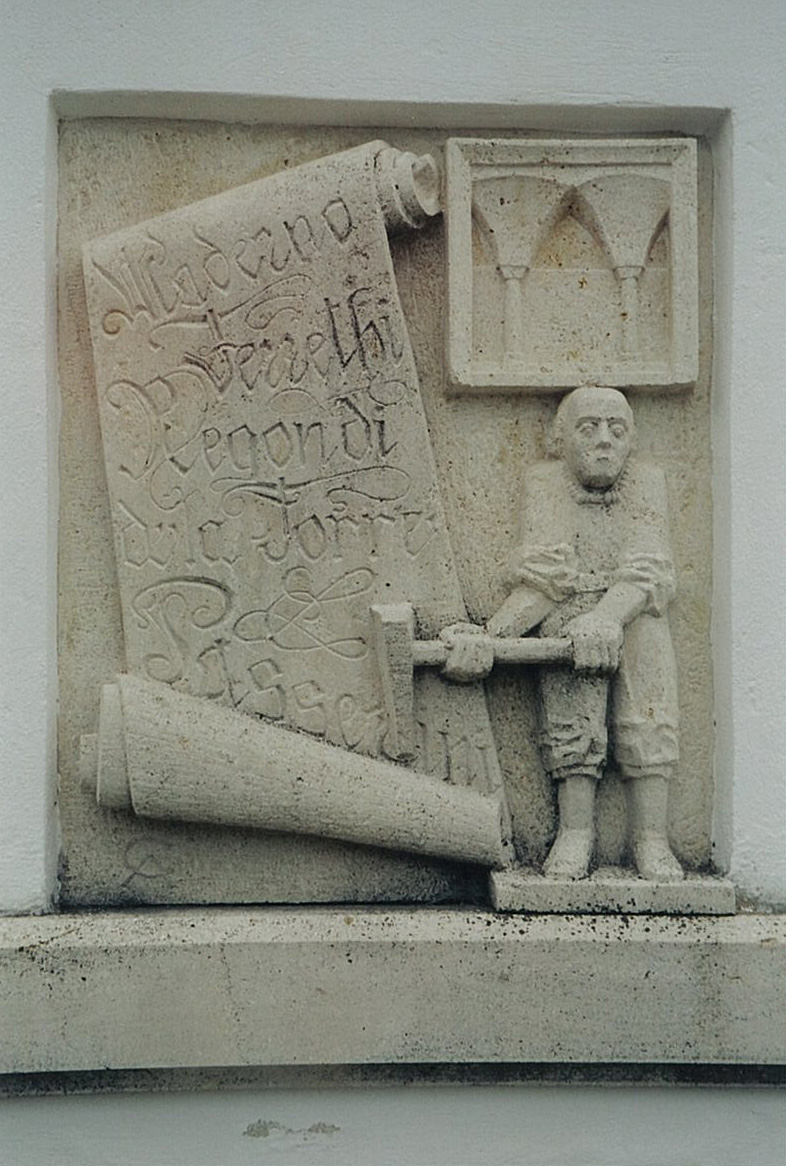
Italienische Meister 1550–1720
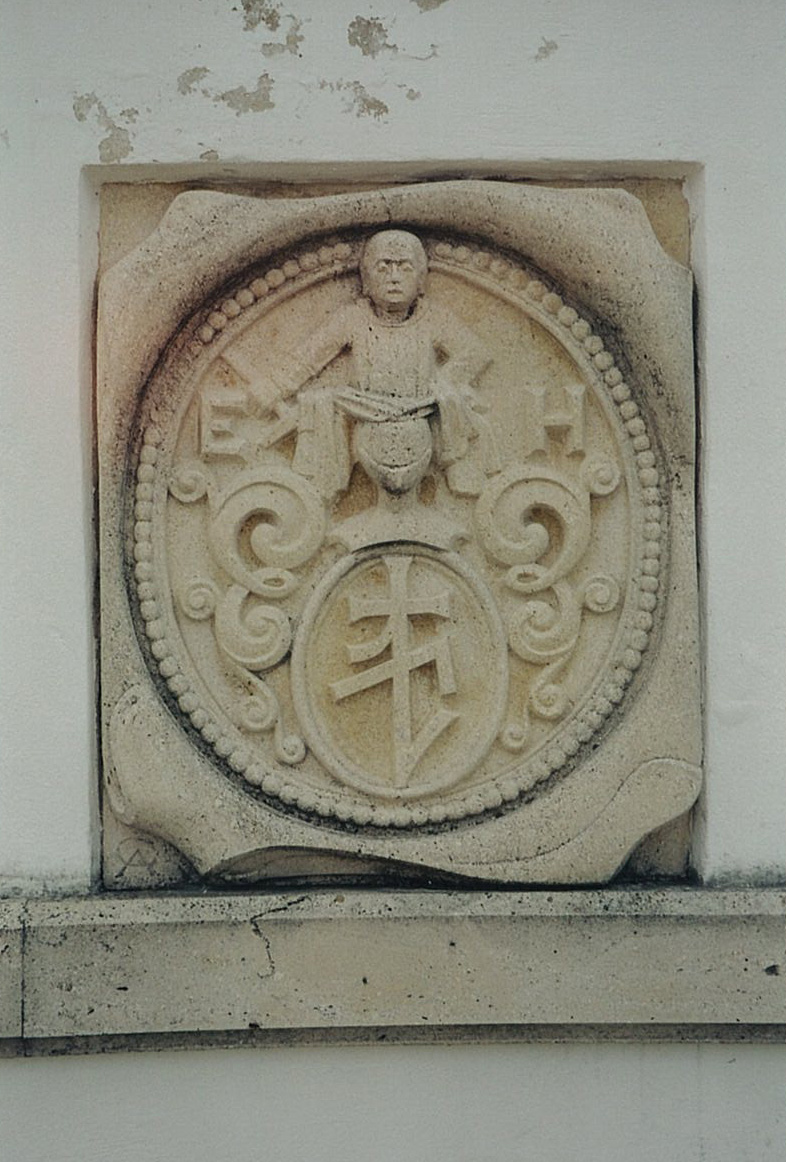
Siegel von Elias Hügel 1710–1755
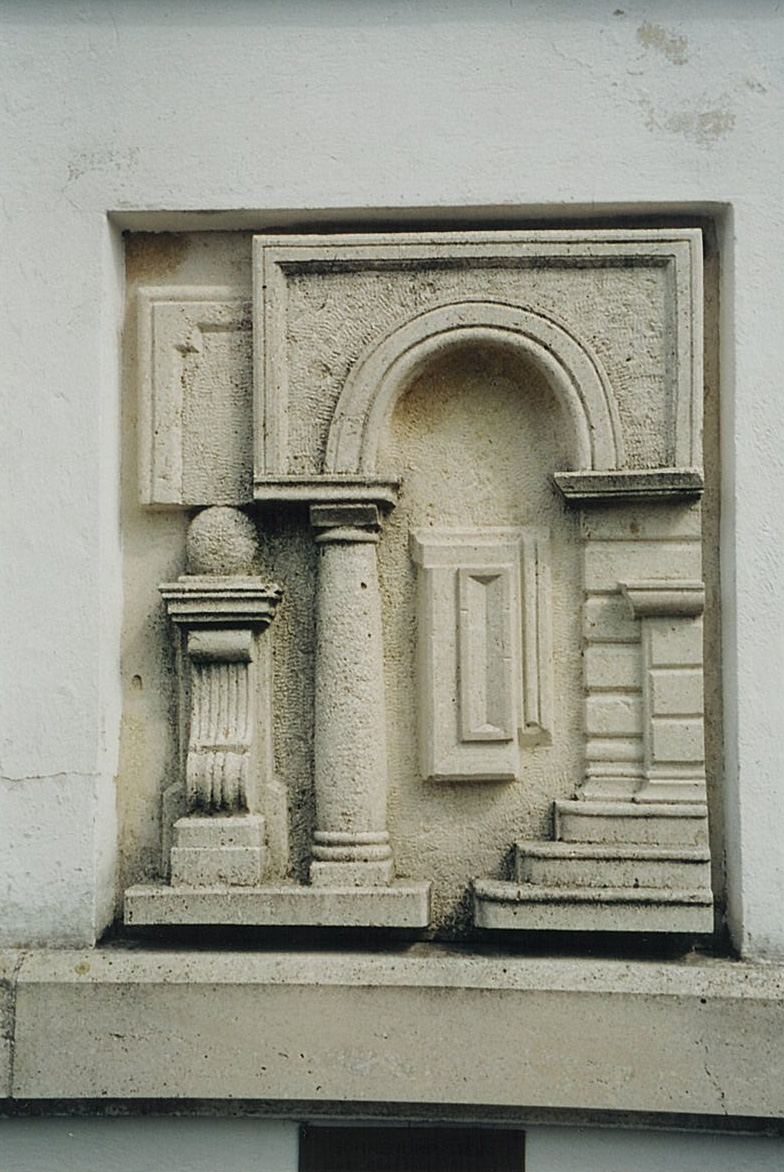
Wiener Ringstraße 1860–